# Trans Student Educational Resources
Trans Student Educational Resources (TSER) est une association basée aux États-Unis qui cherche à mettre fin à la discrimination à l'encontre de l'identité de genre et de l'expression de genre dans l'éducation. Elle a été fondée en 2011 par Eli Erlick.

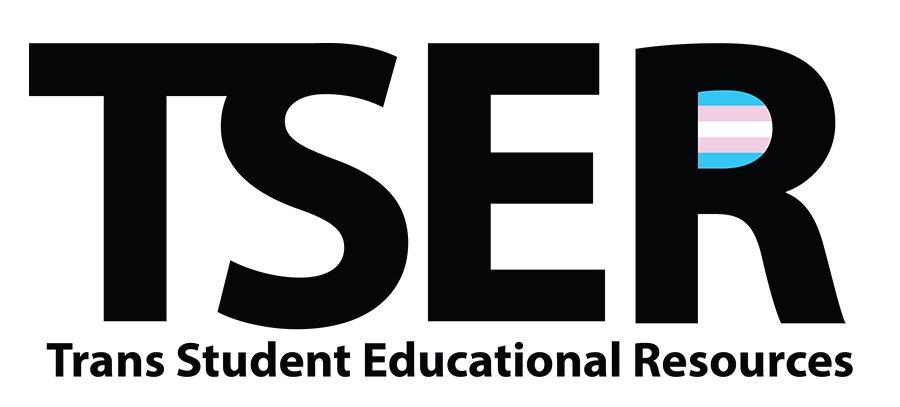
Logo de TSER (2014).

TSER fournit des ressources pour le public sur la façon de soutenir les étudiants queer, telles que la formation : « la sécurité dans les écoles » destinée aux enseignants, des infographies en ligne, et des ateliers lors de conférences,. Le travail le plus remarquable réalisé par ses membres est destiné aux médias et se concentre sur l'égalité à l'école pour les personnes transgenres,,.

## Histoire
Fondée en 2011, Trans Student Educational Resources a d'abord fournit des efforts pour une meilleure inclusivité des personnes transgenres dans les écoles des États-Unis. À l'époque, il y avait très peu de politiques anti-discrimination dans le pays, et il manquait de ressources visuelles sur les questions transgenres. En 2012, TSER a commencé ses séries infographiques, qui ont élargi son audience et la participation des membres. TSER est également impliqué dans l'organisation de la Journée Internationale de Visibilité Transgenre - un effort international visant à sensibiliser le public sur les questions transgenres et célébrer la réussite des personnes transgenres,,.

## Travail
En 2012, TSER a commencé à publier des infographies sur le thème transgenre. À la suite de son succès, l'association en a publié des dizaines d'autres. Selon la directrice Eli Erlick, les graphiques de TSER ont été publiés par des millions de blogs, de sites web et d'associations, et ont eu de l'influence dans l'éducation du public sur les questions transgenres. Le staff de TSER a mis l'accent sur la « défense des droits et l'empowerment » à travers des présentations à des conférences,, en fournissant informations à ceux qui en avaient besoin.
TSER s'engage aussi dans le développement du leadership auprès des jeunes trans, prépare des formations pour les associations, les enseignants et les étudiants, tient un rôle de défense dans les médias, et s'engage à créer un programme de bourses d'études pour les étudiants trans,,. En 2014, plusieurs membres de TSER ont dénoncé la non-inclusivité des personnes trans dans les médias, à l'université pour femmes,.

## Nom
En 2014, Trans Student Equality Resources a changé son nom pour Trans Student Educational Resources, en soulignant qu'il n'y avait « pas assez » d'égalité pour la communauté transgenre.